# Grand maître de France
Pour l’article homonyme, voir Grand maître.

Le grand maître de France est, sous l'Ancien Régime et la Restauration, un grand officier de la couronne et le chef et surintendant général de la Maison du roi. Avant 1413, le titre Grand maître de France n'existait pas, le premier à le porter fut le comte de Vendôme Louis Ier de Bourbon-Vendôme le titre équivalent était celui de Souverain Maître d'hôtel du roi. 

Ornements extérieurs du Grand Maître de France.

## Prérogatives
Lointain successeur des maires du palais, des chambriers et des sénéchaux de France, c'est l'un des premiers personnages du royaume. Il dirige l'ensemble des services de la Maison du roi, nomme ses nouveaux officiers, qui prêtent serment entre ses mains et gère le budget de celle-ci. C'est aussi le responsable de la police de la cour et le surintendant du domaine royal, ce qui en fait une sorte de ministre de l'Intérieur.
La charge est fréquemment confiée à de très grands seigneurs, proches du roi. Ainsi, François Ier la donne à son ancien gouverneur, Artus de Gouffier, puis à son oncle, le « grand bâtard » de Savoie, puis à son ami, le duc de Montmorency. En 1559, à la suite de la démission forcée de Montmorency, la charge passe aux mains de la maison de Lorraine, qui s'en sert pour étendre son influence à la cour, à tel point qu'Henri III contraint Henri le Balafré à rabattre ses prérogatives. En 1594, la charge passe aux princes de Condé, qui la conservent (sauf en 1654–1656) jusqu'à la Révolution. Le règlement du 7 janvier 1681 précise l'autorité, les fonctions et les devoirs des officiers qui dépendent du grand maître.

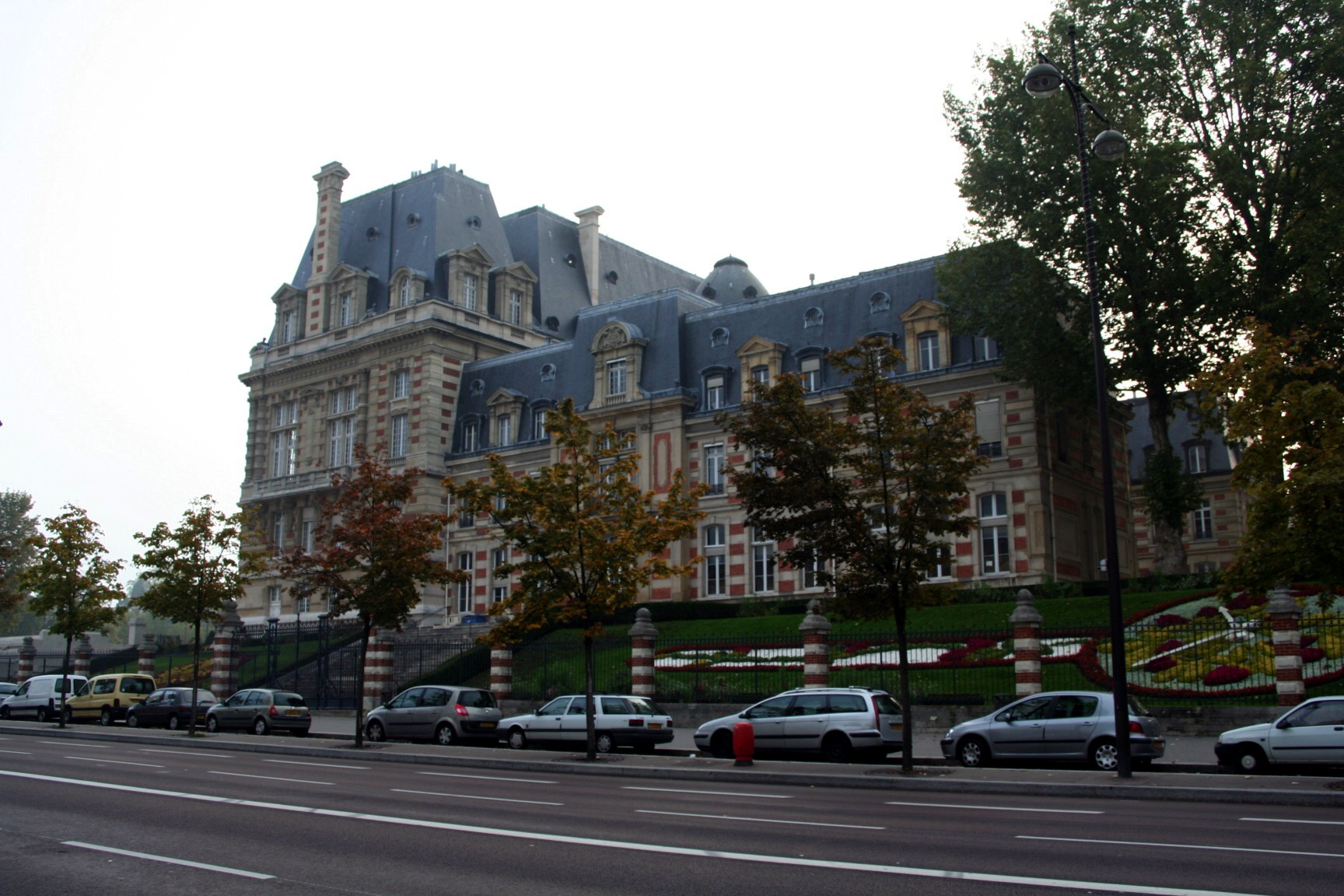
Hôtel de ville de Versailles, façade de l'avenue du Général-de-Gaulle. Cette aile était originellement l'hôtel de Conti construit en 1670, devenu Hôtel des grands maîtres de France sous Louis XV et XVI.

À l'époque moderne, l'essentiel du travail réel est accompli par les bureaux du grand maître, plutôt que par celui-ci personnellement. Son pouvoir est donc plutôt symbolique, même s'il se charge de temps en temps personnellement de prérogatives de cérémonial.
Il réglait tous les ans la dépense de bouche de la maison du roi. Il avait juridiction entière sur les sept offices de la maison du roi, dont il donnait un certain nombre de charges, quand elles étaient vacantes. Tous les officiers de ces sept offices prêtaient serment de fidélité au roi entre ses mains. Il disposait autrefois de tous les offices du gobelet et de la bouche ; mais Henri, duc de Guise, surnommé le Balafré, s'étant aperçu des justes défiances que le roi Henri III avait de lui, renonça à la disposition des charges de ces deux offices, et Charles de Bourbon, comte de Soissons, son successeur sous Henri IV, s'en tint à cette renonciation.
Le grand maître recevait le serment de fidélité du maître de la chapelle de musique et du maître de l'oratoire du roi, des six aumôniers de la maison du roi ; du premier maître d'hôtel, du maître d'hôtel ordinaire, et des douze maîtres d'hôtel de quartier ; des trois grands ou premiers panetier, échanson, écuyer tranchant ; des trente-six gentilshommes servants ; des trois maîtres de la chambre aux deniers ; des deux contrôleurs généraux ; des seize contrôleurs clercs d'offices, du contrôleur ordinaire de la bouche, des commis au contrôle général ; du grand maître, du maître et de l'aide des cérémonies ; des deux introducteurs ou conducteurs des ambassadeurs, et du secrétaire à la conduite des ambassadeurs ; de l'écuyer ordinaire du roi, et des vingt écuyers servant par quartier ; des quatre lieutenants des gardes de la porte du roi ; des concierges des tentes, des interprètes en différentes langues, etc.
C'était sous l'autorité du grand maître, et en sa présence, que se tenait le bureau du roi pour tous les marchés des marchands qui s'offraient à fournir au rabais la maison de Sa Majesté. Ce bureau était alors composé du premier maître d'hôtel, du maître d'hôtel ordinaire, des douze maîtres d'hôtel servant par quartier, des maîtres de la chambre aux deniers, des deux contrôleurs généraux, des seize contrôleurs d'offices, du contrôleur ordinaire de la bouche, et des commis au contrôle général.
Il y avait six aumôniers de la maison du roi, dits aumôniers de Saint-Roch, qui servaient, trois par semestre, et donnaient la bénédiction aux viandes à l'ancienne table du grand maître, et à celle des maîtres d'hôtel. Ils avaient bouche à cour, disaient aussi les grâces, et se mettaient au haut bout de la table.
Les aumôniers de la maison du roi prêtaient aussi serment de fidélité au roi entre les mains de M. le grand maître de la maison.

## Cérémonial
Il présidait au sacre et au grand couvert. Il est le chef du cortège à l'enterrement des rois.
Aux obsèques du roi, après que tous les officiers avaient rompu et jeté leur bâton de commandement dans le caveau, pour montrer qu'ils n'avaient plus de charge, le grand maître n'y faisait entrer que la pointe du sien, avec lequel il touchait le cercueil, puis il le retirait en entier. Mais après le repas funèbre qui suivait les obsèques, à la fin duquel les grâces étaient chantées par la musique du roi, il rompait son bâton, et offrait ses bons services auprès du nouveau roi, aux officiers de la maison, pour les faire conserver dans leurs charges.

## Liste
Ci-dessous, la liste non exhaustive des grands maîtres de France :
- ca. 1300 : Arnould de Wesemal (ca. 1232-1291) ;
- 1310 : Mathieu de Trie sire de Vaumain et Fontenay († ca. 1306/1315) ;
- 1321 : Jean de Beaumont († ca. 1344) ;
- 1343 : Guy de Ceriz, seigneur de Ceriz († ap. 1369) ;
- 1347-1350 : Robert III de Beu, vicomte de Beu et de Bagneux (1288-1351) ;
- 1350 : Jean Ier de Châtillon, seigneur de Châtillon-sur-Marne, Gandelus, Troissy et Marigny (1345-1404) ;
- 1351 : Jean II de Melun, vicomte de Melun et comte de Tancarville († 1382) ;
- 1368-1386 : Pierre de Villiers, seigneur de L'Isle-Adam, Macy et Valmondois († 1386) ;
- 1386 : Guy Damas IV ;
- 1386-1397 : Jean le Mercier, seigneur de Noviant et Neuville-en-Laonnais († 1397) ;
- 1401-1409 : Jean de Montagu († 1409) ;
- 1409-1413 : Guichard Dauphin II, gouverneur du Dauphiné et sire de Jaligny ;
- 1413-1418 puis 1425-1446 Louis de Bourbon, comte de Vendôme (1376-1446) ;
- 1418-1422 : Thibault VIII de Neufchâtel († 1449) ;
- 1449-1451 : Charles de Culant († 1460) ;
- 1451-1453 : Jacques Ier de Chabannes de La Palice (1400-1453) ;
- 1456-1461 : Raoul de Gaucourt († 1462) ;
- 1461-1465 : Antoine Ier de Croÿ, comte de Beaumont, comte de Porcien et de comte de Guînes († 1475) ;
- 1465-1467 : Charles de Melun, lieutenant-général, gouverneur de Paris († 1468) ;
- 1467-1488 : Antoine de Chabannes, comte de Dammartin, seigneur de Saint-Fargeau et de Gonor (1411-1488) ;
- 1488-1501 : Guy XV de Laval, comte de Laval et de de Monfort (1435-1501) ;
- 1502-1511 : Charles II d'Amboise, maréchal de France (1473-1511) ;
- 1511-1515 : Jacques II de Chabannes de La Palice, maréchal de France (1470-1525) ;
- 1515-1519 : Artus Gouffier de Boissy, duc de Roannez (1474-1519) ;
- 1519-1525 : René de Savoie, comte de Villars, de Tende et de Vintimille (1468-1525) ;
- 1526-1558 : Anne de Montmorency, connétable de France, duc de Montmorency (1493-1567) ;
- 1558-1559 : François de Montmorency, maréchal de France, duc de Montmorency (1530-1579) ;
- 1559-1563 : François de Guise, duc de Guise (1519-1563) ;
- 1563-1588 : Henri Ier de Guise, duc de Guise (1550-1588) ;
- 1588-1594 : Charles Ier de Guise, duc de Guise (1571-1640) ;
- 1594-1612 : Charles de Bourbon, comte de Soissons (1566-1612) ;
- 1612-1641 : Louis de Bourbon, comte de Soissons (1604-1641) ;
- 1641-1646 : Henri II de Bourbon-Condé, prince de Condé (1588-1646) ;
- 1647-1654 : Louis II de Bourbon, prince de Condé (1621-1686) ;
- 1654-1656 : Thomas-François de Savoie, prince de Carignan, marquis de Bosque et Châtellard (1596-1656) ;
- 1656-1660 : Armand de Bourbon, prince de Conti (1629-1666) ;
- 1660-1685 : Henri-Jules de Bourbon, duc d'Enghien (1643-1709) ;
- 1685-1710 : Louis III de Bourbon, duc de Bourbon et prince de Condé (1668-1710) ;
- 1710-1740 : Louis IV Henri de Bourbon, prince de Condé et duc de Bourbon (1692-1740) ;
- 1740-1791 et 1814-1818 Louis V Joseph de Bourbon, prince de Condé et duc de Bourbon (1736-1818) ;
- 1818-1830 : Louis VI Henri de Bourbon, duc de Bourbon et prince de Condé (1756-1830).

## Héraldique

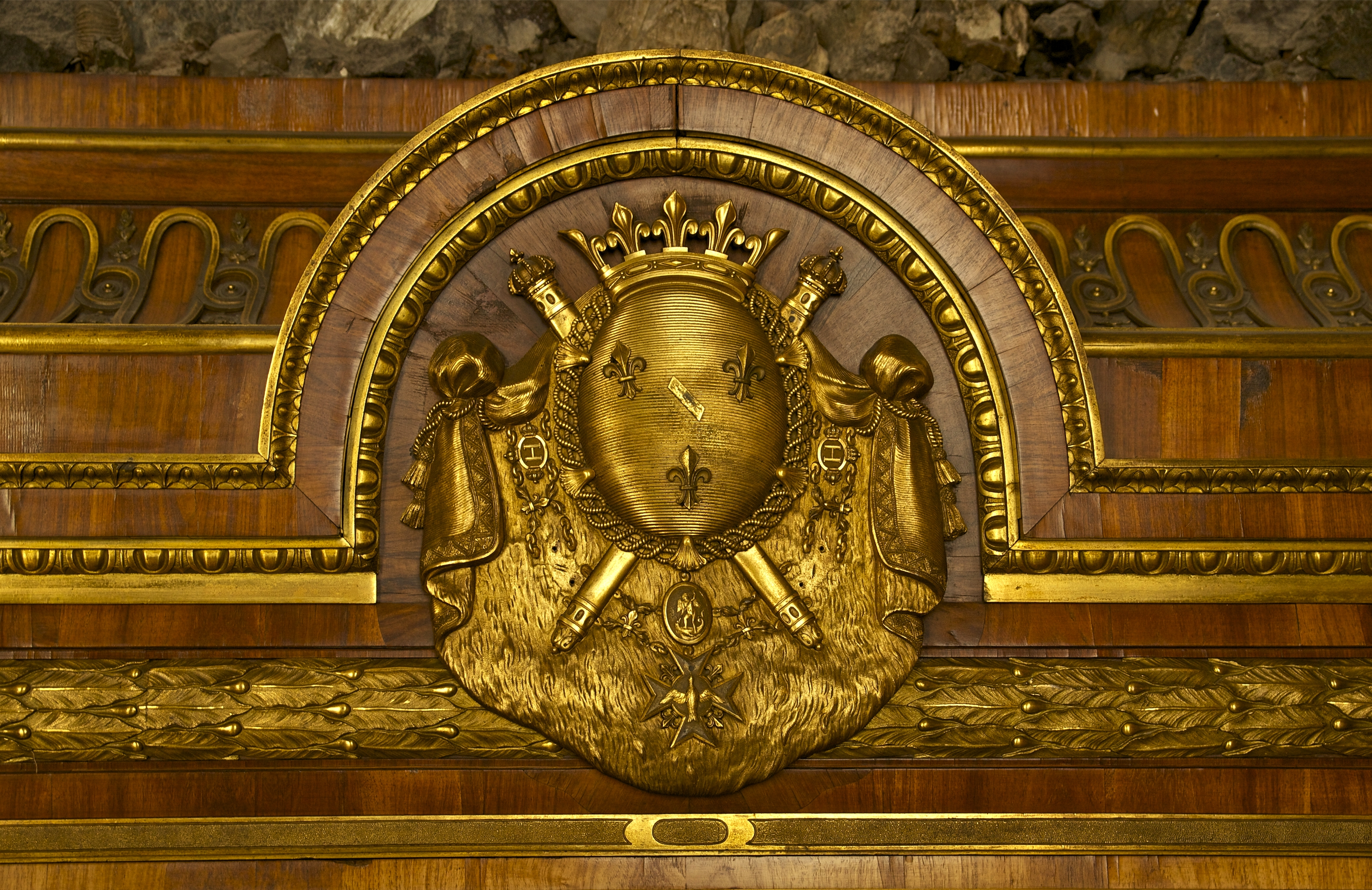
Les armoiries de Louis V Joseph de Bourbon-Condé, Grand-Maître de France de 1740 à 1791 puis de 1814 à 1818, avec les bâtons entrecroisés, symboles de sa charge (Château de Chantilly)

Les ornements extérieurs de ses armoiries sont deux bâtons garnis de vermeil, dont les bouts d'en haut se terminent en couronnes fleurdelisées et fermées, passés en sautoir derrière l'écu de ses armes.

## Anecdote
Il conduisait le deuil aux enterrements des rois. Il rompait son bâton et le jetait dans le cercueil du roi mort en criant : « Messieurs, le roi est mort, vous n'avez plus de charges. » Puis reprenant quelques instants plus tard un nouveau bâton : « Messieurs, le roi vit et vous rend vos charges. »